# 九叶诗派
九叶诗派，又称九叶诗人，是指20世纪中国的一个现代诗流派。于1940年代末创办《中国新诗》，在新诗写作中追求现实与艺术、感性与理性之间的平衡美。
成员有辛笛、陈敬容、唐祈、唐湜、穆旦、郑敏、杜运燮、袁可嘉、杭约赫、方敬、莫洛、金克木、王佐良、徐迟、李白凤、马逢华、李瑛、方宇晨、杨禾、吕亮耕、曹辛之等。
其中曹辛之、辛笛、陈敬容、郑敏、唐祈、唐湜、杜运燮、穆旦和袁可嘉九人于1981年出版了《九叶集》，因此而得名。

## 风格
九叶派大多来自国立西南联合大学，受到西方现代诗派的重要影响，主张“新诗戏剧化”、“人的文学”、“人民的文学”、“生命的文学”，反对浪漫主义、提倡现实主义，讲究“平衡美”。
其作品反映社会问题，又抒发个人情感，注重理性和哲学，而不直接呐喊战斗。九叶派诗人写了许多描写抗日战争、国共内战的诗歌，讽刺了国民政府的黑暗统治、批判和反思了近代中国的种种苦难；九叶派也探索个人的价值和存在的意义。

## 代表刊物
- 《九叶集》
- 《诗创造》
- 《中国新诗》